# Walid Hamid Tawfiq al-Tikriti
Walid Hamid Tawfiq al-Tikriti (Baghdad, 1954) è un politico ed ex generale iracheno conosciuto anche come Walid Hamid Tawfiq al-Nasiri , è stato governatore di Bassora dal settembre del 2002 all'aprile del 2003 ed è stato direttore dell'Organizzazione di Sicurezza Speciale Irachena dal giugno del 2001 al settembre del 2002.

## Biografia
al 2002 serviva come governatore di Bassora.
Tawfiq sostitui Qusay Hussein figlio del presidente iracheno Saddam Hussein, come comandante dell'Organizzazione di Sicurezza Speciale Irachena nel giugno del 2001, e servì in tale posizione fino al settembre del 2002. A differenza di Qusay, Tawfiq era un ufficiale con grande esperienza dell'Esercito iracheno. Ma nonostante avesse tale esperienza era comunque tenuto a riferire a Qusay in tema di materie di sicurezza interna. Nel settembre del 2002 fu nominato governatore di Bassora.
era il numero 44 sulla lista dei 55 dei membri più ricercati del regime di Saddam Hussein tale lista era stata stilata dalle autorità di occupazione statunitensi in Iraq. In tale lista era l'ottavo di fiori.
la coalizione prese il controllo di Baghdad nei primi giorni di aprile del 2003 in seguito all'omonima Battaglia di Baghdad. Il 29 aprile del 2003, Tawfiq accompagnato da suo padre, si recò personalmente in un ufficio del congresso nazione a Baghdad, dove fu accolto sia da funzionari statunitensi e iracheni e dove si arrese. La sua resa portò il numero dei ricercati iracheni dalla coalizione a 15 personalità.